# Fanwood
Fanwood és una població dels Estats Units a l'estat de Nova Jersey. Segons el cens del 2006 tenia 7.211 habitants.

## Demografia
Segons el cens del 2000, Fanwood tenia 7.174 habitants, 2.574 habitatges, i 2.054 famílies. La densitat de població era de 2.067,1 habitants/km².
Dels 2.574 habitatges en un 38,5% hi vivien nens de menys de 18 anys, en un 70% hi vivien parelles casades, en un 7,7% dones solteres, i en un 20,2% no eren unitats familiars. En el 18% dels habitatges hi vivien persones soles el 10% de les quals corresponia a persones de 65 anys o més que vivien soles. El nombre mitjà de persones vivint en cada habitatge era de 2,76 i el nombre mitjà de persones que vivien en cada família era de 3,13.
Per edats la població es repartia de la següent manera: un 25,8% tenia menys de 18 anys, un 4,5% entre 18 i 24, un 31,3% entre 25 i 44, un 23,8% de 45 a 60 i un 14,7% 65 anys o més.
L'edat mediana era de 39 anys. Per cada 100 dones de 18 o més anys hi havia 87,9 homes.
La renda mediana per habitatge era de 85.233 $ i la renda mediana per família de 99.232 $. Els homes tenien una renda mediana de 65.519 $ mentre que les dones 40.921 $. La renda per capita de la població era de 34.804 $. Aproximadament l'1,6% de les famílies i el 3,4% de la població estaven per davall del llindar de pobresa.

## Poblacions més properes
El següent diagrama mostra les poblacions més properes.